# Dekanat Olecko – św. Jana Apostoła
Dekanat Olecko – św. Jana Apostoła – jeden z 22 dekanatów w rzymskokatolickiej diecezji ełckiej. Został utworzony 16 października 2002 roku przez biskupa ełckiego Edwarda Samsela.

## Parafie
W skład dekanatu wchodzi 6 parafii:
- parafia Matki Bożej Królowej Świata – Cimochy
- parafia św. Antoniego Padewskiego – Gąski
- parafia Podwyższenia Krzyża Świętego – Olecko
- parafia Wniebowzięcia Najświętszej Maryi Panny – Olecko
- parafia św. Stanisława Biskupa i Męczennika – Szczecinki
- parafia Narodzenia Najświtszej Maryi Panny – Wieliczki

## Sąsiednie dekanaty
Ełk – Miłosierdzia Bożego, Ełk – Świętej Rodziny, Filipów, Giżycko – św. Krzysztofa, Olecko – Niepokalanego Poczęcia NMP, Suwałki – Ducha Świętego